# てぃんくる (漫画家)
てぃんくるは、日本のイラストレーター、漫画家の集団。結成時は5人組で活動しており、その後2003年「Cafe Little Wish」作成時に、はるかぜせつな、ベルの2名で活動するが、2010年にベルが病気のため脱退。2010年から2018年現在は、はるかぜせつなが個人で活動している。同人活動では、サークル「てぃんかーべる」を主催している。また、夢寐ありす（むび -）が所属しており、アシスタントや事務などをしている。

## 来歴
2000年に『眠れる森のお姫さま』で原画家デビュー。その後はゲームの原画を手がけ、2005年には漫画やライトノベルのイラストを手がけるなど、活動の場を広げている。他に画集や版画も販売されている。

## メンバー
はるかぜせつな
男性、11月27日生まれ。サークル「てぃんかーべる」を1996年に立ち上げ、その後ペンギンワークスに入社。「眠れる森のお姫さま」原画メンバーで5人合わせ「てぃんくる」と上司に命名される。現在は「てぃんくる」「はるかぜせつな」の両名義でフリーのイラストレータとして活躍している。
夢寐ありす
女性、9月19日生まれ。はるかぜせつなのアシスタントとしても活動している。PSP専用ソフト『ロウきゅーぶ!』の原画を担当した。フリーのイラストレーターとしても活動しており、同人では個人サークル「Albion sin」にて活動している。

### 旧メンバー
ベル（惟月）
男性、1月2日生まれ。「てぃんくる」の旧メンバー。主に小説「マテリアルゴースト」や「ロウきゅーぶ！（3巻まで）」の一部挿絵を担当。2016年5月現在、個人サークル「Prison+Maiden」にて活動している。
MIKOTO（みこと）
男性。「てぃんくる」の旧メンバー。2005年に「命」より「MIKOTO」に改名。漫画家として活動の傍ら2014年現在、個人サークル「ミンストレル」にて活動している。
黒出雲皆無
男性。サークル「てぃんかーべる」の旧メンバー。

## 作品リスト

### 原画
- 眠れる森のお姫さま 2000年8月4日・ペンギンワークス（プロデュース・企画・原画）
- カフェゼリーワルツ　発売中止・ショコラ（原画）
- Cafe Little Wish 2003年2月14日・ぱてぃしえ（キャラクターデザイン・原画）
- まじかる☆ている 〜ちっちゃな魔法使い〜 2005年5月12日・ぱてぃしえ（キャラクターデザイン・原画）
- 拡散性ミリオンアーサー 2012年3月29日・スクウェア・エニックス（一部カードイラスト）
- フェアリードロップ コミックウォーター2013 SUMMER 2013年8月10日 - 8月12日・コミックマーケット84（原画、はるかぜせつな名義）

### 画集
- 『てぃんくるイラストレーションズ 月夜茶会』（エンターブレイン、2006年3月30日発売）ISBN 4-7577-2751-8
- 『てぃんくるイラストレーションズ2 白夜茶会』（2008年）
  - コミックマーケット75で販売、その後コミックトレジャーでも販売される。
- 『てぃんくるイラストレーションズ 密夜茶会』（KADOKAWA〈アスキー・メディアワークス〉、2012年3月30日発売）ISBN 978-4-04-870458-8
- 『てぃんくるイラストレーションズ Quintet Tea Party ロウきゅーぶ!』（KADOKAWA〈アスキー・メディアワークス〉、2016年3月17日発売）ISBN 978-4-04-865622-1
- 『てぃんくるイラストレーションズ 夢夜茶会』（2016年）
- 『てぃんくるイラストレーションズ Sextet Tea Party 天使の3P!』（KADOKAWA〈アスキー・メディアワークス〉、2019年3月28日発売）ISBN 978-4-04-912398-2
- 『Celebration Tea Party てぃんくる-はるかぜせつな- Memorial ArtWorks』（廣済堂出版、2020年9月2日発売） ISBN 978-4-331-90240-0

### イラスト
- Duel Dolls 〜白銀色の指輪と撫子色の乙女達〜（著：博恵夏樹、『マジキュー』連載、エンターブレイン）
- マテリアルゴーストシリーズ（著：葵せきな、富士見書房〈富士見ファンタジア文庫〉）
- いもうとウエイトレス（著：堂本烈、フランス書院〈美少女文庫）
- Wメイドで生徒会!（著：上原りょう、フランス書院〈美少女文庫〉）
- ロウきゅーぶ!シリーズ（著：蒼山サグ、アスキー・メディアワークス〈電撃文庫〉）
- 天使の3P!（著：蒼山サグ、アスキー・メディアワークス〈電撃文庫〉）
- Wプリンセスとラブ同棲!（著：上原りょう、フランス書院〈美少女文庫〉）
- ガールズガールズガールズ!4-5（編集：E☆2編集部（メディエイション）、廣済堂出版）
- ぽけっと・えーす!（著：蒼山サグ、アスキー・メディアワークス〈電撃文庫〉）

### 漫画
- 盗んで♥リ・リ・ス【全3巻】（スクウェア・エニックス〈ガンガンコミックス〉）
  - 第1巻 2006年12月22日 ISBN 978-4-7575-1829-2
  - 第2巻 2007年10月22日 ISBN 978-4-7575-2136-0
  - 第3巻 2009年2月26日 ISBN 978-4-7575-2492-7
- 妹アンソロジー（スクウェア・エニックス〈ガンガンコミックス〉） 2007年10月22日 ISBN 978-4-7575-2141-4
  - カバーイラスト
  - あぶない!!お兄ちゃんオオカミ（文：ひろえなつき）
- 月夜のフロマージュ【既刊2巻以下続刊】（角川書店〈カドカワコミックス〉）
  - 第1巻 2009年2月26日 ISBN 978-4-04-715195-6
  - 第2巻 2009年12月26日 ISBN 978-4-04-715354-7

### コラム連載
- コンプティーク（角川書店）